# Élections générales néo-brunswickoises de 1987
 (mars 2025).
Si vous disposez d'ouvrages ou d'articles de référence ou si vous connaissez des sites web de qualité traitant du thème abordé ici, merci de compléter l'article en donnant les références utiles à sa vérifiabilité et en les liant à la section « Notes et références ».
L'élection générale néo-brunswickoise de 1987, aussi appelée la 51e élection générale, a lieu le 13 octobre 1987 afin d'élire les membres de la 51e législature de l'Assemblée législative du Nouveau-Brunswick, au Canada.
Le Parti libéral de Frank McKenna gagne toutes les circonscriptions, occupant ainsi les 58 sièges de l'Assemblée législative, avec toutefois 60,39 % du vote.